# Herrliberg
Herrliberg é uma comuna da Suíça, no Cantão Zurique, com cerca de 5.677 habitantes. Estende-se por uma área de 8,97 km², de densidade populacional de 633 hab/km². Confina com as seguintes comunas: Egg, Erlenbach, Küsnacht, Maur, Meilen, Oberrieden, Thalwil.
A língua oficial nesta comuna é o Alemão.